# Igo-1 Ko
Igo-1-A (Igo-1 Ko, Mitsubishi Ki-147) – japońska bomba kierowana z napędem rakietowym z okresu II wojny światowej.

## Historia
Rakieta była wykonana z szerokim wykorzystaniem materiałów niestrategicznych, takich jak drewno. Bomba miała konfigurację jednopłata, jej napęd stanowił silnik rakietowy o ciągu 240 kG z czasem pracy 75 sekund. Głowica zawierała 800 kilogramów materiału wybuchowego. Broń miała być przenoszona przez specjalnie zmodyfikowany bombowiec Mitsubishi Ki-67 i radiowo naprowadzana na cel. Pierwsze testy bomby odbyły się na wiosnę 1944, nie była użyta bojowo.